# سباق يوروميتروبول 2015
سباق يوروميتروبول 2015 (بالفرنسية: Eurométropole Tour 2015)‏ هو سباق دراجات هوائية، وهو الموسم رقم 75 من نفس السباق، وأقيم خلال الفترة 30 سبتمبر 2015، وحتى 4 أكتوبر 2015، وامتدّ لمسافة 694.1 كيلومتر، وهو أحد سباقات طواف أوروبا للدراجات 2015، وهو من نوع سباق الدراجات، وقد شارك في السباق 162 متسابقاً ووصل إلى نهايته 130 متسابقاً.
فاز فيه بالمركز الأول ألكسيس غوجيراد.

## الفرق
| فرق عالمية (9)- FDJ - Tinkoff-Saxo - Lotto NL-Jumbo - Lotto-Soudal - AG2R La Mondiale - BMC Racing - IAM Cycling - Katusha - Giant-Alpecin فرق قارية محترفة (7)- سبورت فلاندرين بالويس 2015 ‏ - Wanty-Groupe Gobert - MTN-Qhubeka - Bretagne-Séché Environnement - رومبوت تشارلز ‏ - Cofidis, Solutions Crédits - ساوث إيست 2015 ‏ فرق قارية (6)- Leopard TOGT Pro Cycling ‏ - Veranclassic–Ago ‏ - فيرانداس ويلمز 2015 ‏ - Van Rysel–Roubaix ‏ - Pauwels Sauzen–Vastgoedservice ‏ - بنجوال باوليز ساوكس دبليو بي ‏ |  |
| |  |

## المراحل
| المرحلة   | التاريخ   | الدورة                               | type            | المسافة (كم) | الفائز بالمرحلة  | القائد العام   |
| --------- | --------- | ------------------------------------ | --------------- | ------------ | ---------------- | -------------- |
| المقدمة   | 30 سبتمبر | Obigies ‏ – Mont-Saint-Aubert ‏        | مرحلة سباق زمني | 7٫8          | ألكسيس غوجيراد   | ألكسيس غوجيراد |
| المرحلة 1 | 1 أكتوبر  | لا لوفيير – Chièvres ‏                | مرحلة مستوية    | 167٫1        | ينس ديبوشار      | ألكسيس غوجيراد |
| المرحلة 2 | 2 أكتوبر  | روبيه – Poperinge ‏                   | مرحلة مستوية    | 192٫2        | جوناس فان جينشتن | ألكسيس غوجيراد |
| المرحلة 3 | 3 أكتوبر  | Blankenberge ‏ – Nieuwpoort, Belgium ‏ | مرحلة مستوية    | 178          | إدوارد ثيونس     | ألكسيس غوجيراد |
| المرحلة 4 | 4 أكتوبر  | مُنْس – طرناي                          | مرحلة مستوية    | 153٫8        | Jonas Ahlstrand ‏ | ألكسيس غوجيراد |

## النتيجة

### مرحلة 0
أجريت في 30 سبتمبر 2015، وامتدّت لمسافة 7.8 كيلومتر.
| \| التصنيف العام \| التصنيف العام \| التصنيف العام \| التصنيف العام \| التصنيف العام \| \| العداء \| العداء \| الفريق \| الوقت \| \| \| ------------- \| -------------- \| ---------------- \| ------------- \| ------------- \| \| 1 \| ألكسيس غوجيراد \| AG2R La Mondiale \| 11 د 23 ث \| \| |                |                  |           |  |
| |                |                  |           |  |
| مصدر: ProCyclingStats |                |                  |           |  |
| التصنيف العام |                |                  |           |  |
| العداء | العداء         | الفريق           | الوقت     |  |
| 1 | ألكسيس غوجيراد | AG2R La Mondiale | 11 د 23 ث |  |

### مرحلة 1
أجريت في 1 أكتوبر 2015، وامتدّت لمسافة 167.1 كيلومتر.
| \| التصنيف العام \| التصنيف العام \| التصنيف العام \| التصنيف العام \| التصنيف العام \| \| العداء \| العداء \| الفريق \| الوقت \| \| \| ------------- \| -------------- \| ---------------- \| ------------- \| ------------- \| \| 1 \| ألكسيس غوجيراد \| AG2R La Mondiale \| 3 س 57 د 45 ث \| \| |                |                  |               |  |
| |                |                  |               |  |
| مصدر: ProCyclingStats |                |                  |               |  |
| التصنيف العام |                |                  |               |  |
| العداء | العداء         | الفريق           | الوقت         |  |
| 1 | ألكسيس غوجيراد | AG2R La Mondiale | 3 س 57 د 45 ث |  |

### مرحلة 2
أجريت في 2 أكتوبر 2015، وامتدّت لمسافة 192.2 كيلومتر.
| \| التصنيف العام \| التصنيف العام \| التصنيف العام \| التصنيف العام \| التصنيف العام \| \| العداء \| العداء \| الفريق \| الوقت \| \| \| ------------- \| -------------- \| ---------------- \| ------------- \| ------------- \| \| 1 \| ألكسيس غوجيراد \| AG2R La Mondiale \| 8 س 24 د 36 ث \| \| |                |                  |               |  |
| |                |                  |               |  |
| مصدر: ProCyclingStats |                |                  |               |  |
| التصنيف العام |                |                  |               |  |
| العداء | العداء         | الفريق           | الوقت         |  |
| 1 | ألكسيس غوجيراد | AG2R La Mondiale | 8 س 24 د 36 ث |  |

### مرحلة 3
أجريت في 3 أكتوبر 2015، وامتدّت لمسافة 178 كيلومتر.
| \| التصنيف العام \| التصنيف العام \| التصنيف العام \| التصنيف العام \| التصنيف العام \| \| العداء \| العداء \| الفريق \| الوقت \| \| \| ------------- \| -------------- \| ---------------- \| -------------- \| ------------- \| \| 1 \| ألكسيس غوجيراد \| AG2R La Mondiale \| 12 س 09 د 04 ث \| \| |                |                  |                |  |
| |                |                  |                |  |
| مصدر: ProCyclingStats |                |                  |                |  |
| التصنيف العام |                |                  |                |  |
| العداء | العداء         | الفريق           | الوقت          |  |
| 1 | ألكسيس غوجيراد | AG2R La Mondiale | 12 س 09 د 04 ث |  |

### مرحلة 4
أجريت في 4 أكتوبر 2015، وامتدّت لمسافة 153.8 كيلومتر.
| \| التصنيف العام \| التصنيف العام \| التصنيف العام \| التصنيف العام \| التصنيف العام \| \| العداء \| العداء \| الفريق \| الوقت \| \| \| ------------- \| ------------- \| ------------- \| ------------- \| ------------- \| |        |        |       |  |
| |        |        |       |  |
| مصدر: ProCyclingStats |        |        |       |  |
| التصنيف العام |        |        |       |  |
| العداء | العداء | الفريق | الوقت |  |

## التصنيف العام النهائي
| \| التصنيف العام \| التصنيف العام \| التصنيف العام \| التصنيف العام \| التصنيف العام \| \| العداء \| العداء \| الفريق \| الوقت \| \| \| ------------- \| -------------- \| ---------------- \| -------------- \| ------------- \| \| 1 \| ألكسيس غوجيراد \| AG2R La Mondiale \| 15 س 31 د 19 ث \| \| |                |                  |                |  |
| |                |                  |                |  |
| مصادر: ProCyclingStats Cycling Quotient Cycling Archives |                |                  |                |  |
| التصنيف العام |                |                  |                |  |
| العداء | العداء         | الفريق           | الوقت          |  |
| 1 | ألكسيس غوجيراد | AG2R La Mondiale | 15 س 31 د 19 ث |  |

## وصلات خارجية
- سباق يوروميتروبول 2015 على موقع إحصائيات الدراجات الإحترافية (الإنجليزية)